# ペンアービア
ペンアービア（Penurbia）とは、アメリカ合衆国に於いて、都市圏に近い地域を示す単語である。
ペンアービアは田舎のようにも見える地域であるが、都市圏の住民による移住に於いて大きな影響を及ぼしている。
この地域に住む住民は田舎の雰囲気に惹かれて居住する。しかし、多くの転入者は元々いた都市圏の都会的な発想を持ち込み、独自の概念をその地域に植え付ける。その結果、ペンアービアには都市圏からの流入に応じた尺度による評価を元に作られた独特の考え方が根付いている。 